# مانديانا
مانديانا هي مدينة تقع في شرق غينيا. وهي عاصمة محافظة مانديانا. اعتبارا من عام 2014 كان عدد سكان المدينة والمحافظة الفرعية المحيطة بها 25791 نسمة. 
هناك احتياطيات كبيرة من الذهب في المنطقة. وهي تقع في حوض بوقوني وتحتها صخور رسوبية لمجموعة بريميان العليا. يقع حزام موريلا سياما الذهبي (المعروف بمنجم موريلا) باتجاه شرق حوض بوقوني وهو أحد أكبر مناجم الذهب في المنطقة.

## روابط خارجية
- مقال عن تعدين الذهب في مانديانا